# Борзовщина
Борзовщина (укр. Борзівщина) — село в Чернетчинской сельской общине Ахтырского района Сумской области Украины.
Код КОАТУУ — 5920389202. Население по переписи 2001 года составляет 21 человек.

## Географическое положение
Село Борзовщина находится на расстоянии в 5 км от правого берега реки Ворскла.
На расстоянии в 2,5 км расположены сёла Новопостроенное, Ясеновое и Будное.
В 2-х км проходит автомобильная дорога Т-1705.
К селу примыкает большой лесной массив (дуб).